# Hem till Söder
Hem till Söder är Jan Erik Svenssons tredje studioalbum från 2009.
Spår 1-7, 14 arrangerade och producerade av Jan Erik Svensson och Nils Mikaelsson.
Spår 1-7, 14 inspelade i Playwood Production studio, Hallsberg 2007-2008.
Tekniker spår 1-7, 14: Nils Mikaelsson.
Spår 1-7, 14 mixade i Playwood Production studio av Nils Mikaelsson.
Spår 8 arrangerat av Bengt von Andreae. Producerat av Stig Wiklund.
Spår 8 inspelat i G-Produktion studio, Stockholm 1970.
Tekniker spår 8: Stig Wiklund.
Spår 8 mixat i G-Produktion studio av Stig Wiklund.
Spår 9, 18 arrangerade av Bengt von Andreae. Producerat av Torbjörn Aggenberg.
Spår 9, 18 inspelade i Europafilm studio 1, Stockholm 1973.
Tekniker spår 9, 18: -.
Spår 9, 18 mixade i Europafilm studio 1 av -.
Spår 10-11 arrangerade av Bengt von Andreae. Producerade av Stig Wiklund.
Spår 10-11 inspelade i G-Produktion studio, Stockholm 1970.
Tekniker spår 10-11: Stig Wiklund.
Spår 10-11 mixade i G-Produktion studio av Stig Wiklund.
Spår 12 arrangerat och producerat av Jan Erik Svensson.
Spår 12 inspelat i Talstudion, Stockholm 1988.
Tekniker spår 12: Erlendur Svavarsson.
Spår 13 arrangerat av Jan Hellberg. Producerat av Jan Erik Svensson.
Spår 13 inspelat i Studio Humlan, Stockholm 1982.
Tekniker spår 13: Gunnar Wennerborg.
Spår 15-16 arrangerade och producerade av Jan Erik Svensson och Erlendur Svavarsson.
Spår 15-16  inspelade i Soundtrade studios, Solna 1983.
Tekniker spår 15-16: Gunnar Silins.
Spår 15-16  mixade i Soundtrade studios av Gunnar Silins.
Spår 17 arrangerat och producerat av Jan Erik Svensson och Erlendur Svavarsson.
Spår 17 inspelat i Soundtrade studios, Solna 1984.
Tekniker spår 17: Gunnar Silins.
Spår 17 mixat i Soundtrade studios av Gunnar Silins.

## Musiker
- Jan Erik Svensson - Text & musik, sång, gitarr (1-18)
- Anders Drakenberg – Trummor (1-3, 5, 7)
- Anders Stålsby – Elbas (1-3, 5, 7)
- Nils Mikaelsson – Gitarr, sitar (1-6)
- Ameris Osamcevic - Elgitarr
- Max Lennesiö – Orgel (2, 7)
- Bengt von Andreae – Elbas, gitarr, slidegitarr, sitargitarr (4, 7, 8-9, 14, 18)
- Rutger Gunnarsson – Elbas (10-11)
- Roger Palm – Trummor (10-11)
- Ulf Andersson – Saxofon (10)
- Steve Glickstein – Mandolin, gitarr (9, 18)
- Ole Kolind – Fiol (9)
- Jan Thelme – Trummor (9, 18)
- Tomas Haglund – Fiol (11)
- Jan Hellberg – Elgitarr (10-11, 13, 15, 16)
- Christoffer Hallgren – Mandolin (11)
- Janne Lindgren – Pedal steelguitar (11)
- Halldór Pálsson – Saxofon (15-16)
- Mats Lindberg – Elbas (17)
- Erlendur Svavarsson – Trummor (13, 15, 17)
- Revansch – Bakgr.sång (10)
- Malou Lindblad – Bakgr.sång (18)
- Jan Zetterqvist – Trummor (8)
- Bo Liljedahl – Elbas (13, 15-16)
- Olle Westberg – Keyboards (13, 15-16)
- Marcos Monserrat – Percussion (13, 15-16)
- Bo Wänerfjord – Piano (10-11)

## Låtlista
1. ”I Mina Drömmar” - (4:34)
2. ”Välkommen Till Det Vanliga Livet” - (2:40)
3. ”Om I Dag Var I Morgon” - (3:03)
4. ”Din Framtida Vision” - (2:53)
5. ”När Allt Kommer Omkring” - (3:38)
6. ”En Man” - (3:40)
7. ”Hjärtats Sång” - (3:36)
8. ”Hej Hörrudu” - (4:19)
9. ”Hem Till Söder” - (2:17)
10. ”Tokiga Maria” - (4:32)
11. ”Om Den Levande Dialogen” - (3:55)
12. ”I Elfte Timmen” - (3:16)
13. ”Hemåt I Natten” - (5:51)
14. ”Du Omedvetna Människa” - (4:30)
15. ”Lyckan Kommer” - (4:32)
16. ”Du Skulle Se Mig Nu” - (5:46)
17. ”Äventyret” - (3:55)
18. ”Till Dej” - (2:46)